# Hamlets Grab (Djursland)

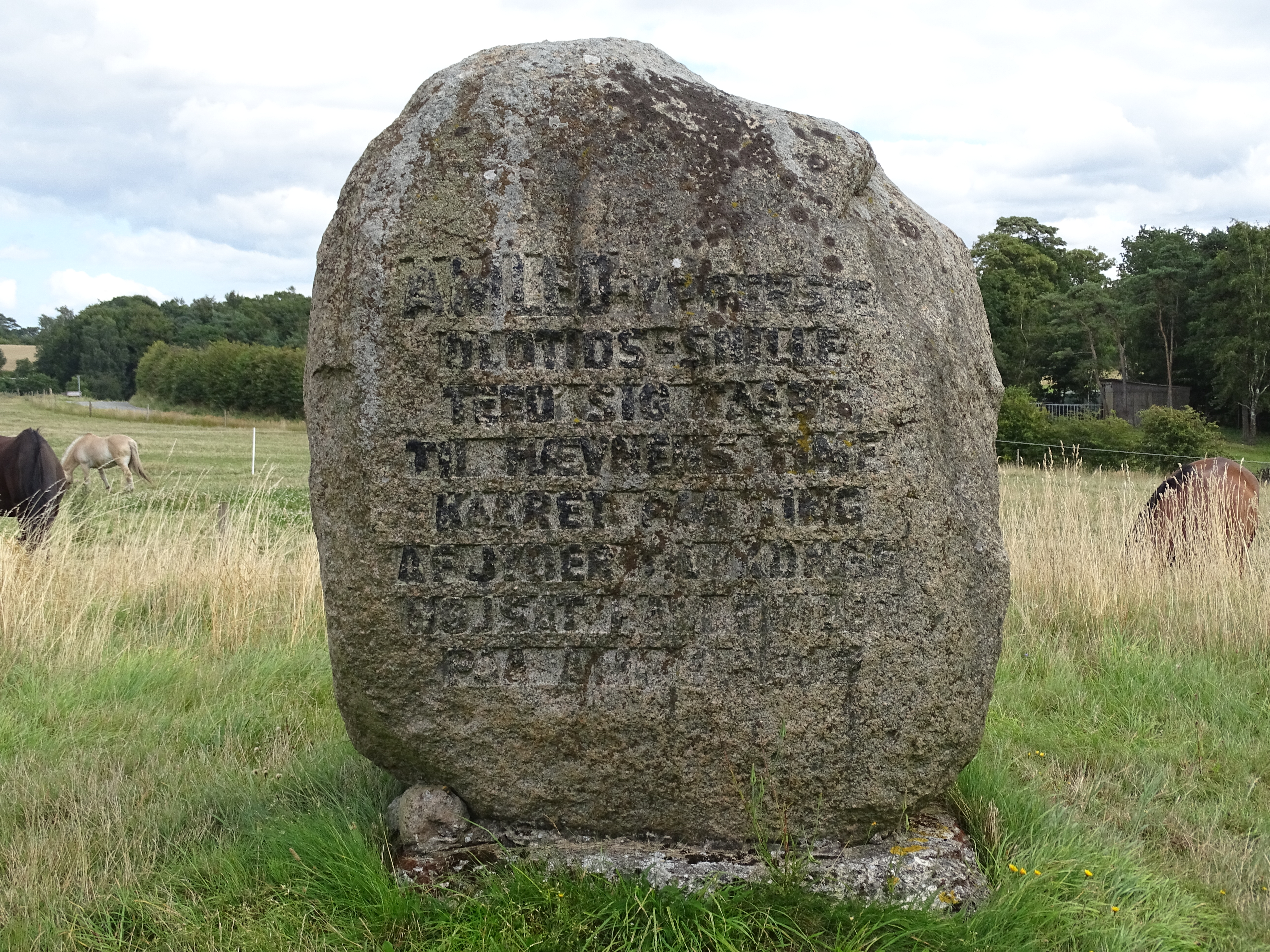
Stein auf Hamlets Grab

Unter dem Namen Hamlets Grab firmieren zwei dänische Grabhügel, darunter der bronzezeitliche, abgeplattete Rundhügel auf Djursland in Jütland.
Der Hügel liegt bei Ammelhede, etwa 4,0 Kilometer östlich von Assentoft. Er ist von bebauten Feldern umgeben und über die Jahre stark reduziert. Heute hat er einen Durchmesser von etwa 18,0 Metern und eine Höhe von etwa einem Meter. In der Bronzezeit (1800–500 v. Chr.) war er 2,0–2,5 Meter hoch. Im Jahr 1950 wurde der Hügel durch das Nationalmuseum untersucht. In der Mitte des Hügels wurden Spuren einer Steinkiste gefunden. Abgesehen von ein paar Scherben gab es jedoch keine signifikanten Ergebnisse. Ein Junge vom nahe gelegenen Bauernhof „Ammelhedegård“ soll aber Bernsteinperlen, Bronzeschmuck, Urnen und Waffen in dem Hügel gefunden haben. Im Jahr 1933 wurde auf Initiative des Tourismusverbandes Randers ein zehn Tonnen schwerer Findling mit einem Gedenktext auf dem Hügel deponiert.
Die Legende von Hamlet (dänisch Amled) ist eine der bekanntesten nordischen Heldenerzählungen die Saxo Grammaticus niederschrieb. Shakespeares Hamlet basiert auf der dänischen Legende. In Forsinge bei Kalundborg liegen ein Hamlet Høj und ein Amled Mose (Moor).